# Raggasonic
Raggasonic est un groupe de ragga, reggae et de hip-hop français composé de Big Red (ex-membre de Rapsonic), Daddy Mory et Frenchie. Le groupe se sépare en 1998, et se reforme en 2010. Pour la presse, Raggasonic est une référence du reggae français,.

## Biographie

### Formation et succès (1990–1998)
Tout commence pour Raggasonic en 1990 lors de la dissolution du groupe Rapsonic composé initialement de Big Red, Crazy B (futur membre d'Alliance Ethnik), Cool MC et de Doc Fil. Big Red s'associe alors avec Daddy Mory (ex membre du groupe Drop the Lyrics) pour former le groupe Raggasonic. Leur rencontre a lieu au sein du sound system Sun Djata. C'est là, au sein de la scène underground parisienne, qu'ils commencent à construire leur univers musical. Le groupe Raggasonic est donc le premier groupe/duo de ragga français, ils en sont les fondateurs.
En 1991, ils participent au premier album de MC Solaar via le titre Ragga Jam (où l'on trouve aussi Kery James). Leur notoriété grandissant (ils participent à la bande originale du film culte La Haine de Mathieu Kassovitz en 1995), les Raggasonic sortent la même année (octobre 1995) leur premier album. Ce premier opus concocté par le producteur Frenchie (le troisième membre du groupe) décroche rapidement le disque d'or et s'écoulera finalement à plus de 200 000 exemplaires[réf. nécessaire]. Les deux singles extrait de cet album sont Bleu, blanc, rouge (dont le clip vidéo a été produit par Joeystarr) et J'entends parler, consacré au SIDA. Les thèmes abordés dans cet album sont entre autres : le racisme (Bleu, blanc, rouge), les exactions policières (Kisder) ou les drogues dures (Poussière d'ange).
Soutenu dès le départ par le groupe NTM (Kool Shen et JoeyStarr), les Raggasonic répètent leurs gammes lors de la première partie des concerts de NTM. Big Red participe d'ailleurs à l'album 1993... J'appuie sur la gâchette (1993) de NTM avec le morceau "Da Best" et il est aussi présent sur le titre "Come Again 2 (Remix)" sorti sur la réédition de l'album Paris sous les bombes de NTM en 1996. Les deux membres de NTM participent aussi sur le titre "Aiguisé comme une lame" dont le clip est de nouveau réalisé par JoeyStarr. Au début de l'année 1997, la production d'Alain Chabat les contacte pour réaliser un titre sur la bande originale du film Didier. Le titre La ramène pas sort alors en single. La même année, sort le second album du groupe, intitulé Raggasonic 2. Les singles tirés de cet album sont Faut pas me prendre pour un âne et Laisse le peuple s'exprimer avec la participation du chanteur Supa John. En 1998, le groupe participe à la fête de la jeunesse, jouant devant 30 000 spectateurs. 1998 marque également la fin du groupe, puisque des dissensions artistiques puis personnelles, ainsi qu'un séjour en prison de Daddy Mory, vont finalement avoir raison de Raggasonic.

### Retour (depuis 2010)
Après des rumeurs fin 2009, une reformation est annoncée début 2010 pour une série de concerts. Le troisième album studio du groupe sort ensuite, le 15 octobre 2012 : Raggasonic 3, contenant le single Ça va clasher. À la fin de 2014, Big Red annonce un album en solo.

## Discographie

### Apparitions
- 1991 : Ragga Jam avec MC Solaar et Kery James (sur l'album Qui Sème Le Vent Récolte Le Tempo de Solaar)
- 1993 : Da Best, avec NTM (sur l'album 1993... J'appuie sur la gâchette (Big Red en solo))
- 1994 : Autour de Paris (sur la compilation Ghetto Youth Progresss (Big Red en solo))
- 1995 : Sors avec ton gun (sur la compilation La Haine, musiques inspirées du film)
- 1995 : La contre-attaque (sur la compilation Source Lab Vol.1)
- 1996 : Come Again 2 (Remix), avec NTM (sur la réédition de l'album Paris sous les bombes en 1996 (Big Red en solo))
- 1997 : La ramène pas (sur la BO du film Didier)